# 3407 Джиммісіммс
3407 Джиммісіммс (3407 Jimmysimms) — астероїд головного поясу, відкритий 28 лютого 1973 року чехословацьким астрономом Любошем Когоутеком. Названий на честь Джеймса Сіммса III (James A. C. Simms III, 1957), системного адміністратора в Науковому центрі AXAF при Смітсонівській астрофізичній обсерваторії.
Тіссеранів параметр щодо Юпітера — 3,319.